# Linet Masai
Linet Chepkwemoi Masai, kenijska atletinja, * 5. december 1989, Kapsokwony, Kenija.
Nastopila je na poletnih olimpijskih igrah leta 2008 in osvojila bronasto medaljo v teku na 10000 m. Na svetovnih prvenstvih je v isti disciplini osvojila naslov prvakinje leta 2009 in bronasto medaljo leta 2011, na afriških prvenstvih pa bronasto medaljo leta 2010 .